# Calloway County
Calloway County är ett administrativt område i delstaten Kentucky, USA. År 2010 hade countyt 37 191 invånare. Den administrativa huvudorten (county seat) är Murray. 

## Geografi
Enligt United States Census Bureau har countyt en total area på 1 064 km². 1 000 km² av den arean är land och 64 km² är vatten. 

### Angränsande countyn
- Marshall County - nord
- Trigg County - nordost
- Stewart County, Tennessee - sydost
- Henry County, Tennessee - syd
- Graves County - väst